# 埃塞俄比亚人民革命党
埃塞俄比亚人民革命党（羅馬化：Ye-Ītyōṗṗyā Həzbāwī Abyotawi Party）是埃塞俄比亚的一个政党。该党成立于1972年4月。1970年代，该党在埃塞俄比亚政坛扮演了重要角色。该党和全埃塞俄比亚社会主义运动是推翻海尔·塞拉西一世的革命的热情支持者。海尔·马里亚姆·门格斯图掌权后，该党以及全埃塞俄比亚社会主义运动和门格斯图政权产生了严重的意识形态冲突。1976年，这两个政党的支持者与门格斯图的军队发生了暴力冲突。同年，门格斯图政权开始镇压该党，由此开启了后被称作“红色恐怖”的血腥屠杀。在1977年－1978年，有许多埃塞俄比亚人（估计数字在3万—50万之间）惨遭门格斯的军队杀害。1977年，埃塞俄比亚人民革命党的许多成员逃到农村，开展武装斗争，并得到了厄立特里亚人民解放阵线的支持。该党与其它反抗组织（包括提格雷人民解放阵线）取得了联系，并共同召开多次会议。但没过多久，该党与提格雷人民解放阵线发生了武装冲突。1978年2月23日，该党武装袭击了提格雷人民解放阵线的两个营地。随后，提格雷人民解放阵线攻陷了该党的据点作为报复。此后，该党的大部分成员纷纷转投其它反抗组织，继续反对门格斯图政权，直到1991年门格斯图政权被推翻。

约1975年时的埃塞俄比亚人民革命党标志

该党原来是一个亲中国的马克思列宁主义政党。1984年，该党放弃马列主义意识形态。目前，该党和全埃塞俄比亚社会主义运动都是联合埃塞俄比亚民主力量的成员。总部位于亚的斯亚贝巴。